# Берлинска блокада
Берлинската блокада е блокада, продължила от 24 юни 1948 до 12 май 1949 г., по време на която западните сектори на Берлин са били снабдявани по въздуха чрез т.нар. въздушен мост. Това е една от най-сериозните конфронтации по време на Студената война.

## Предистория
След края на Втората световна война Берлин се превръща в символ на победата на съюзниците. След кратко време крехкият съюз, създаден като защита срещу нацизма през най-тежките времена на войната, започва да се разпада поради вътрешни противоречия. Берлин, разделен на 4 окупационни зони между Великобритания, Франция, САЩ и СССР, все още представлява единството на бившата антихитлеристка коалиция. През 1947 г. Берлин се превръща в форпост, където западната капиталистическа система се преплита с източната социалистическа.
На 20 юни 1948 г. западните съюзници – след неуспешни консултации със СССР – прилагат валутна реформа в западните окупационни зони на Германия, която според първоначалните планове не е трябвало да се прилага за Берлин поради статута на града. На 22 юни валутната реформа е приложена и в съветската окупационна зона, като новата източногерманска марка е приложена и в западните сектори на Берлин. Това има за цел да се постигне финансово и икономическо обвързване на западните сектори със съветската зона. Поради това западните съюзници въвеждат западногерманската марка в своите берлински сектори.
В нощта на 23 срещу 24 юни 1948 г. съветското командване в Берлин реагира, като прекъсва електрозахранването на западните сектори и няколко часа по-късно затваря всички сухопътни и водни пътища за достъп до Западен Берлин.
СССР, окупирал източните провинции на Германия, блокира достъпа към окупационните зони в Берлин на Франция, Великобритания и САЩ по шосе, чрез железопътен и речен транспорт. С този акт СССР цели западните му съюзници да се откажат от окупационните зони в Берлин, който изцяло е обкръжен от съветската окупационна зона. Изолираното милионно население в трите откъснати окупационни зони е обречено на лишения или политически отстъпки от трите окупационни сили.

## Блокадата и въздушен транспорт
Западните съюзници не са били подготвени за блокадата, първоначално представена като технически проблем. Западните сектори на Берлин, които по това време са имали население от 2,2 милиона души и са били напълно зависими от външни доставки, са имали запаси от храна за 36 дни и въглища за 45 дни.
Първоначално съюзниците дори не са единодушни в бъдещата си политика спрямо Берлин. Накрая американският военен губернатор на града Лусиус Д. Клей надделява и на 25 юни 1948 г. дава заповед за установяване на въздушен мост (въздушните коридори не са блокирани). Още на следващия ден първите самолети от операция „Витълс“ кацат на летище Темпелхоф в американския сектор, а британски водосамолети кацат в река Хафел в берлинския район Кладов. Британците започват операция „Плейн Феър“ два дни по-късно (те използват военното си летище в Гатоу и във водните площи на езерата за разположени хидроплани). По-късно в полетите участват и пилоти от Нова Зеландия, Австралия, Канада и ЮАР.
От първоначалните 120 тона на ден, обемът на стоките се увеличава бързо през седмиците и на 16 април 1949 г. е достигнат рекорд с общо 12 840 тона за един ден. Най-големият артикул (62,8%) са въглища – за отопление и за производство на електроенергия, следвани от бензин, пшеница и други хранителни продукти, лекарства, а също и строителни материали (за по-нататъшно изграждане на летище; летище Тегел във френския сектор е пуснато в експлоатация три месеца по-късно). Самолетите кацат на минутни интервали. Обработвани са средно по 5000 тона товари на денонощие и увеличаването на доставките се спъва от невъзможността да бъдат обработени самолетите.
С началото на Берлинската блокада на мястото на бившия ракетен полигон в район Тегел се построява летище с най-дългата писта от 2400 метра. Строителството е завършено за 2 месеца и първият самолет се приземява на новата писта на 5 ноември 1948 г. Понастоящем това летище е международно и носи името на Ото Лилиентал. В блокирания Западен Берлин са доставени 2 326 406 тона храни, провизии и други товари, като само въглищата са около 1,5 млн. тона. За това са извършени 278 228 полета. По време на тази хуманитарна акция са загинали 39 британски и 31 американски пилоти.
След провала на действията по блокирането на окупационните зони на западните съюзници СССР вдига блокадата на 11 май 1949 г.
Този акт обаче е катализатор за последвалите събития и решаването на „проблема“ Германия. Берлинската блокада води до окончателното следвоенно разделяне на Германия.
Трите окупационни берлински зони (освен тази на СССР) са обединени в политическа единица, наричана Западен Берлин, имаща особен международен статут. На територията на окупационните зони в Германия на трите западни страни се създава Федерална република Германия, като Западен Берлин не е част от новосъздадената държава. В съветската окупационна зона е създадена Германска демократична република със столица Източен Берлин (наричан Берлин – столица на Германската демократична република).